# Visions of Johanna
Visions of Johanna – piosenka skomponowana przez Boba Dylana, nagrana przez niego w lutym i wydana na albumie Blonde on Blonde w maju 1966 r.

## Historia i charakter utworu
Piosenka „Visions of Johanna” zaliczana jest przez krytyków do arcydzieł Dylana. Clinton Helin uważa ją za najlepiej zrealizowaną w studiu kompozycję ze wszystkich nagranych do tej pory. Należy ona także do utworów wywodzących się z głębin jego podświadomości czy też „podziemia”, które przecież sam stworzył.
W tym okresie twórczości Dylan w stosunkowo długich kompozycjach łączył obrazy i postacie w surrealistycznych wersach zderzających się z innymi surrealistycznymi wersami w tajemniczych, trudnych nieraz do jasnego zrozumienia zwrotkach, wywołujących jednak w słuchaczach i czytelnikach wrażenie nieodpartego piękna. Koresponduje z tym rozmazana, nieostra okładka albumu.
Utwór napisany jest z punktu widzenia narratora, schwytanego w ciasny, wręcz klaustrofobiczny związek z kobietą noszącą imię Louise. Wolny pozostaje jedynie jego umysł, który ściga nieosiągalne wyobrażenie Johanny. Podążając za tą wizją czytelnik/słuchacz przenosi się z miejsca na miejsce; z loftów nocnego Manhattanu do podziemi metra, do pustych placów, do tajemniczego muzeum, w którym „sądzona jest nieskończoność” (ang. oryg. „infinity goes up on trial”). Za narratorem czytelnik/słuchacz wychwytuje strzępki rozmów, spotyka dziwne postacie (m.in. zagubionego małego chłopca, który może być lustrzanym odbiciem narratora; „całonocne” dziewczyny w kolejce D; strażnika nocnego) i jest ścigany przez ducha elektryczności. Wszystkie te historie, które się mu przydarzają, stopniowo rozluźniają jego pojęcie rzeczywistości i w halucynacyjnym zakończeniu utworu pozostają już ostatecznie jedynie „wizje Johanny”.
Utwór ten jest jednym z ulubionych utworów „twardych” fanów Dylana. Tacy znawcy twórczości i życia Dylana jak np. Andy Gill (autor książki Don't Think Twice, It's All Right) i Robert Shelton (autor No Direction Home: The Life and Music of Bob Dylan) uważają „Visions of Johanna” za jeden z głównych utworów Dylana.
W 1982 r. czytelnicy The Telegraph wybrali ten utwór „najbardziej ulubioną piosenką Dylana”, pozostawiając „Like a Rolling Stone” i „It’s Alright, Ma (I’m Only Bleeding)” zdecydowanie ex aequo na drugim miejscu.
Tajemniczość, wizyjność i niejasność treści kontrastuje z prostotą samej muzyki zbudowanej na czterech akordach. Przez cztery zwrotki schemat rymów to AAA BBBB CC. Ostatnia zwrotka to dramatyczne crescendo z rozciągniętym schematem rymów AAA BBBBBBB CC.
Wykonanie wokalne utworu jest na najwyższym poziomie. Niezwykłe i zaskakujące nieraz frazowanie Dylana, dodaje utworowi nowych znaczeń.
Chociaż zespołowe wykonanie piosenki na albumie Blonde on Blonde jest mistrzowskie, to jej solowa, akustyczna wersja z Manchesteru w Anglii, zarejestrowana na albumie The Bootleg Series Vol. 4 całkowicie dorównuje oryginałowi. Zapowiadając ten utwór Dylan odrzuca oskarżenie, że jest to „piosenka narkotyczna”. Dla niego myślenie o tej piosence w ten sposób jest po prostu prostactwem.
Nie jest jasne, czy kompozycja ta ma jakiekolwiek źródła w biografii Dylana. Została napisana w pół roku po rozstaniu z Joan Baez i właściwie w okresie ślubu muzyka z Sarą Noznisky (Lownds), ale próżno tu szukać jakiś powiązań.

## Sesje i koncerty Dylana, na których wykonywał ten utwór

### 1965
Sesje do albumu
- 30 listopada 1965 – sesja do albumu w Columbia Studios, Nowy Jork. Powstało 14 wersji utworu. 8 wersja została umieszczona na albumie The Bootleg Series Vol. 7: No Direction Home: The Soundtrack. Pierwsze wersje piosenki nosiły tytuł „Freeze Out”.
- 14 lutego 1966 – sesja nagraniowa do albumu w Columbia Music Row Studios w Nashville w stanie Tennessee. Powstały cztery wersje utworu; na album trafiła czwarta wersja.

### 1966
- 5 lutego 1966 – koncert w "Westchester County Center" w White Plaines, Nowy Jork w stanie Nowy Jork
- 6 lutego 1966 – koncert w "Syria Mosque" w Pittsburgu w stanie Pensylwania
- 26 lutego 1966 – koncert w "Garden Island" w Hampstead w stanie Nowy Jork

Tournée po Australii i Europie (pocz. 13 kwietnia 1966)
- 13 kwietnia 1966 – koncert na stadionie w Sydney w Australii
- 19 lub 20 kwietnia 1966 – koncert w "Festival Hall" w Melbourne w Australii
- 29 kwietnia 1966 – koncert w "Konserthuset" w Sztokholmie w Szwecji
- 5 maja 1966 – koncert w "Adelphi Theatre" w Dublinie w Irlandii
- 10 maja 1966 – koncert w "Colston Hall" w Bristolu w Anglii
- 15 maja 1966 – koncert w "DeMontford Hall" w Leicester w Anglii
- 16 maja 1966 – koncert w "Gaumont Theatre" w Sheffield w Anglii
- 17 maja 1966 – koncert w "Free Trade Hall" w Manchesterze w Anglii. To wykonanie zostało wydane na The Bootleg Series Vol. 4: Bob Dylan Live 1966, The „Royal Albert Hall” Concert
- 20 maja 1966 – koncert w "ABC Theatre" w Edynburgu w Szkocji
- 26 maja 1966 – koncerty w "Royal Albert Hall" w Londynie; koncerty wieczorny i nocny. Jedno z tych nagrań trafiło na album Biograph

### 1974
Tournée po Ameryce z The Band (pocz. 3 stycznia 1974)
- 6 lutego 1974 – koncert w "Coliseum" w Denver w stanie Kolorado, USA

### 1976
Rolling Thunder Revue 2 (pocz. 18 kwietnia 1976)
- 18 kwietnia 1976 – koncert w "Civic Center" w Lakeland na Florydzie, USA
- 22 kwietnia 1976 – koncert w "Starlight Ballroom" w "Belleview Biltimore Hotel" w Clearwater na Florydzie. Koncert wcześniejszy

### 1988
Nigdy nie kończące się tournée (pocz. 7 czerwca 1988)
Interstate 88 II
Część druga: Letnie tournée po Północnej Ameryce (pocz. 18 sierpnia 1988)
- 3 września 1988 – koncert w "Riverfront Park", w Manchesterze, w stanie New Hampshire, USA

### 1989
Część szósta: Jesienne tournée po USA (pocz. 10 października 1989)
- 1 listopada 1989 – koncert w "Hill Auditorium" na University of Michian w Ann Arbor, w stanie Michigan, USA

## Dyskografia i wideografia
- Biograph (1985)
- The Bootleg Series Vol. 4: Bob Dylan Live 1966, The „Royal Albert Hall” Concert (1998)
- The Bootleg Series Vol. 7: No Direction Home: The Soundtrack (2005)

## Wersje innych artystów
- Quinaimes Band - Quinaimes Band (1971)
- Marianne Faithfull – Rich Kid Blues (1988)
- Austine Delone - Delone at Last (1991)
- Peter Laughner - Take the Guitar Player for a Ride (1994)
- Lee Renaldo na albumie różnych wykonawców Outlaw Blues, Volume 2 (1995)
- The Zimmermen - The Dungeon Tapes (1996)
- The Grateful Dead – Fallout from the Phil Zone (1997)
- Michael Moore - Jewels and Binoculars (2000)
- Robyn Hitchcock – Robyn Sings (2002)
- Gerry Murphy - Gerry Murphy Sings Bob Dylan (2002)
- Anders Osborne na albumie różnych wykonawców Blues on Blonde on Blonde (2003)